# C/1925 V1 (Wilk-Peltier)
C/1925 V1 (Wilk-Peltier) – kometa jednopojawieniowa, najprawdopodobniej pochodząca spoza Układu Słonecznego.

## Odkrycie
Kometa została odkryta w 1925 roku przez polskiego astronoma Antoniego Wilka i równocześnie przez amerykańskiego astronoma amatora Lesliego Peltiera. W nazwie znajdują się zatem nazwiska dwóch odkrywców.

## Orbita komety i właściwości fizyczne
Orbita komety C/1925 V1 (Wilk-Peltier) ma kształt hiperboli o mimośrodzie 1,0005. Jej peryhelium znalazło się w odległości 0,76 j.a. od Słońca, a nachylenie do ekliptyki miało wartość 144,6˚.
Jądro tej komety ma rozmiary kilku-kilkunastu km.